# Mågefugle
Mågefugle (Laridae) er en familie af fugle, der tilbringer en stor del af tiden i luften, ofte nær vand.
Indtil det 21. århundrede omfattede mågefugle kun få slægter af egentlige måger. På denne måde kommer mågefuglene til at omfatte ca. 23 slægter med 102 arter, hvoraf der er truffet 34 arter i Danmark.

## Levemåde
De fleste arter af mågefamilien lever ved havets kyster, men der findes også arter i det indre af kontinenterne, samt nogle arter, der tilbringer det meste af året over og på åbent hav. Fuglene kan kun kolonisere tørre områder, hvis åbent vand kan besøges dagligt. Saksnæb findes kun i troperne og artsdiversiteten af terner er størst i troperne. Nogle måger og nogle terner, f.eks. havterne og sydhavsterne forekommer også ved kysten af Arktis og Antarktis. Med undtagelse af den nataktive svalehalemåge (Creagrus furcatus) er alle arter af mågefamilien dagaktive. Måger lever af fisk, krebsdyr og andre hvirvelløse dyr, små pattedyr og småfugle, æg og unge fugle. De samler ofte døde dyr på stranden eller fra vandoverfladen. Terner spiser små fisk, der fanges ved dykning, mens saksebiller forgriber sig på små fisk og hvirvelløse dyr, der fanges i at flyve tæt på vandoverfladen.
De fleste arter af mågefamilien yngler i grupper eller kolonialt i større foreninger. De foretrækker områder, hvor der ikke er rovdyr, især øer. De fleste arter yngler på jorden, nogle på afsatser på kystklipper, i træer eller på flydende flåder af plantemateriale. Atlantisk Silketerne (Gygis alba) balancerer deres enkelte æg i en grengaffel den at bygge rede. Laridae-arterne er monogame, og begge forældre deltager i avlen og opdragelsen af ungfuglene.

## Etymologi
Det videnskabelige navn på familien (Laridae) stammer fra beskrivelsen af typearten for slægten Larus, svartbag, og følger af det græske ord laros (λαρος), som betyder glubsk. Typearten blev oprindelig beskrevet af den svenske naturforskeren og lægen Carl von Linné (Linnaeus) i 1758.
Det videnskabelige familienavn regnes i de fleste tilfælde som introduceret af den irske ornitolog Nicholas Aylward Vigors i 1825, selv om nogen også har krediteret den amerikanske naturforsker Constantine Samuel Rafinesque i 1815 for det.

## Taksonomi
Nyere DNA-undersøgelser har vist, at de bør deles op i flere slægter, og at bl.a. terner (Sterninae) og saksnæb (Rynchopinae), to grupper som tidligere blev regnet som selvstændige familier; ternefamilien (Sternidae) og saksnæbfamilien (Rynchopidae). Den nye inddeling følger Illustrated Checklist of the Birds of the World. Inddelingen af underfamilierne regnes imidlertid ikke som afklaret.
Siden mange af arterne, specielt delgruppen måger (Larinae), er omdiskuteret med hensyn til sin status og hvilke taxa som indgår, må fremtidige ændringer påregnes. Antallet arter vil imidlertid sandsynligvis hellere stige end synke.

## Biologi
Mågefamilien består af relativt små til ganske store (omkring 20–79 cm lange havfugle, men flere yngler også langt inde i land, hvor de henter føde søer og åer.
Fuglene som indgår i denne familie har typisk lange og relativt smalle vinger i forhold til kroppen, og fra spinkle til kraftige næb, samt fødder med svømmehud mellem tæerne og en generelt afrundet hale. De er dygtige flyvere og gode svømmere, med en ofte højlydt vokal adfærd. Arterne har ofte en fjerdragt som er hvid på undersiden og fra bleggrå til sort på oversiden, samt ofte sorte eller hvide markeringer på vingerne. Nogle arter får en mørk (ofte sort) hætte i yngletiden. De fleste arter er desuden trækfugle.

## Slægter fra Danmark
Listen viser slægter med arter, der er truffet i Danmark. I parentes vises en art fra slægten. I Danmark er slægterne i mågefugle-familien fordelt på to underfamilier, terner og måger.
- Underfamilie Sterninae (terner)
  - Onychoprion (f.eks. sodfarvet terne)
  - Thalasseus (f.eks. splitterne)
  - Sternula (f.eks. dværgterne)
  - Gelochelidon (f.eks. sandterne)
  - Hydroprogne (kun rovterne)
  - Chlidonias (f.eks. sortterne)
  - Sterna (f.eks. fjordterne)
- Underfamilie Larinae (måger)
  - Pagophila (kun ismåge)
  - Xema (kun sabinemåge)
  - Rissa (f.eks. ride)
  - Chroicocephalus (f.eks. hættemåge)
  - Hydrocoloeus (kun dværgmåge)
  - Ichthyaetus (f.eks. sorthovedet måge)
  - Rhodostethia (kun rosenmåge)
  - Larus (f.eks. stormmåge)
  - Leucophaeus (f.eks. lattermåge)

|                                      |
| Hættemåge Chroicocephalus ridibundus |

|                           |
| Sølvmåge Larus argentatus |

|        |
| Terner |